# ريوغا سوزوكي
ريوغا سوزوكي (باليابانية: 鈴木 隆雅) (28 فبراير 1994 في سنداي في اليابان – )؛ هو لاعب كرة قدم ياباني سابق كان يلعب كمدافع.

## وصلات خارجية
- ريوغا سوزوكي على موقع الاتحاد الدولي (مؤرشف)  (الإنجليزية)
- ريوغا سوزوكي على موقع رابطة كرة القدم اليابانية للمحترفين (اليابانية)
- ريوغا سوزوكي على موقع إي إس بي إن إف سي (الإنجليزية)
- ريوغا سوزوكي على موقع قاعدة بيانات كرة القدم.إي يو (الإنجليزية)
- ريوغا سوزوكي على موقع Soccerway.com (الإنجليزية)
- ريوغا سوزوكي على موقع عالم كرة القدم.نت (الإنجليزية)
- ريوغا سوزوكي على موقع كووورة